# Reebok Grand Prix 2007
Il Reebok Grand Prix 2007 è un meeting di atletica leggera svoltosi il 2 giugno 2007 a New York City, NY, negli Stati Uniti d'America, facente parte del circuito IAAF World Tour, di cui rappresenta il settimo appuntamento stagionale e il primo dei due appuntamenti nordamericani.

## Uomini
| Evento: | Vincitore:                    | Vincitore: | 2º piazzato:                  | 2º piazzato: | 3º piazzato:                  | 3º piazzato: |
| --- | ----------------------------- | ---------- | ----------------------------- | ------------ | ----------------------------- | ------------ |
| 100 m | Tyson Gay Stati Uniti         | 9.76       | Derrick Atkins Bahamas        | 9.83         | Shawn Crawford Stati Uniti    | 9.96         |
| 200 m | Wallace Spearmon Stati Uniti  | 19.82      | Usain Bolt Giamaica           | 19.89        | Christopher Williams Giamaica | 20.17        |
| 400 m | Tyler Christopher Canada      | 44.93      | LaShawn Merritt Stati Uniti   | 45.09        | Chris Brown Bahamas           | 45.22        |
| 800 m | Khadevis Robinson Stati Uniti | 1:46.38    | Jonathan Johnson Stati Uniti  | 1:46.79      | Said Ahmed Stati Uniti        | 1:47.19      |
| Miglio | Alan Webb Stati Uniti         | 3:52.94    | Bernard Lagat Stati Uniti     | 3:53.88      | Craig Mottram Australia       | 3:54.54      |
| 5.000 m | Tariku Bekele Etiopia         | 13:04.05   | Micah Kogo Kenya              | 13:13.53     | Edwin Soi Cheruiyot Kenya     | 13:16.68     |
| 110hs | Liu Xiang Cina                | 12.92      | Terrence Trammell Stati Uniti | 12.95        | Ryan Wilson Stati Uniti       | 13.02        |
| 400hs | James Carter Stati Uniti      | 48.37      | Kenneth Ferguson Stati Uniti  | 48.99        | Derrick Williams Stati Uniti  | 49.03        |
| Salto con l'asta | Giovanni Lanaro Messico       | 5.70 m     | Russ Buller Stati Uniti       | 5.60 m       | Jeff Hartwig Stati Uniti      | 5.60 m       |
| Lancio del disco | Jarred Rome Stati Uniti       | 66.84m     | Ian Waltz Stati Uniti         | 63.31m       | Doug Reynolds Stati Uniti     | 61.77m       |
| AR record continentale \| NR record nazionale \| PB record personale \| SB record personale stagionale \| WL miglior prestazione dell'anno \| WR record mondiale |                               |            |                               |              |                               |              |

## Donne
| Evento: | Vincitore:                       | Vincitore: | 2º piazzato:                  | 2º piazzato: | 3º piazzato:                    | 3º piazzato: |
| --- | -------------------------------- | ---------- | ----------------------------- | ------------ | ------------------------------- | ------------ |
| 100 m | Veronica Campbell Giamaica       | 10.93      | Torri Edwards Stati Uniti     | 10.96        | Allyson Felix Stati Uniti       | 11.01        |
| 200 m | Rachelle Boone-Smith Stati Uniti | 22.31      | LaShauntea Moore Stati Uniti  | 22.74        | Sheri-Ann Brooks Giamaica       | 22.98        |
| 400 m | Allyson Felix Stati Uniti        | 50.53      | Novlene Williams Giamaica     | 50.97        | Mary Wineberg Stati Uniti       | 51.35        |
| 800 m | Hazel Clark Stati Uniti          | 1:59.07    | Treniere Clement Stati Uniti  | 1:59.15      | Diane Cummins Canada            | 2:00.36      |
| 1.500 m | Malindi Elmore Canada            | 4:07.01    | Mestawat Tadesse Etiopia      | 4:07.45      | Shayne Culpepper Stati Uniti    | 4:08.07      |
| 5.000 metri | Tirunesh Dibaba Etiopia          | 14:35.67   | Kimberley Smith Nuova Zelanda | 15:15.22     | Aheza Kiros Etiopia             | 15:18.25     |
| 100hs | Virginia Powell Stati Uniti      | 12.45      | LoLo Jones Stati Uniti        | 12.75        | Delloreen Ennis-London Giamaica | 12.79        |
| Salto con l'asta | Jennifer Stuczynski Stati Uniti  | 4.88m      | Shuying Gao Cina              | 4.64m        | Niki McEwen Stati Uniti         | 4.54m        |
| Lancio del disco | Becky Breisch Stati Uniti        | 61.96m     | Suzanne Powell Stati Uniti    | 60.77m       | Beth Mallory-Lesch Stati Uniti  | 58.48m       |
| AR record continentale \| NR record nazionale \| PB record personale \| SB record personale stagionale \| WL miglior prestazione dell'anno \| WR record mondiale |                                  |            |                               |              |                                 |              |